# Gerry Eckhardt

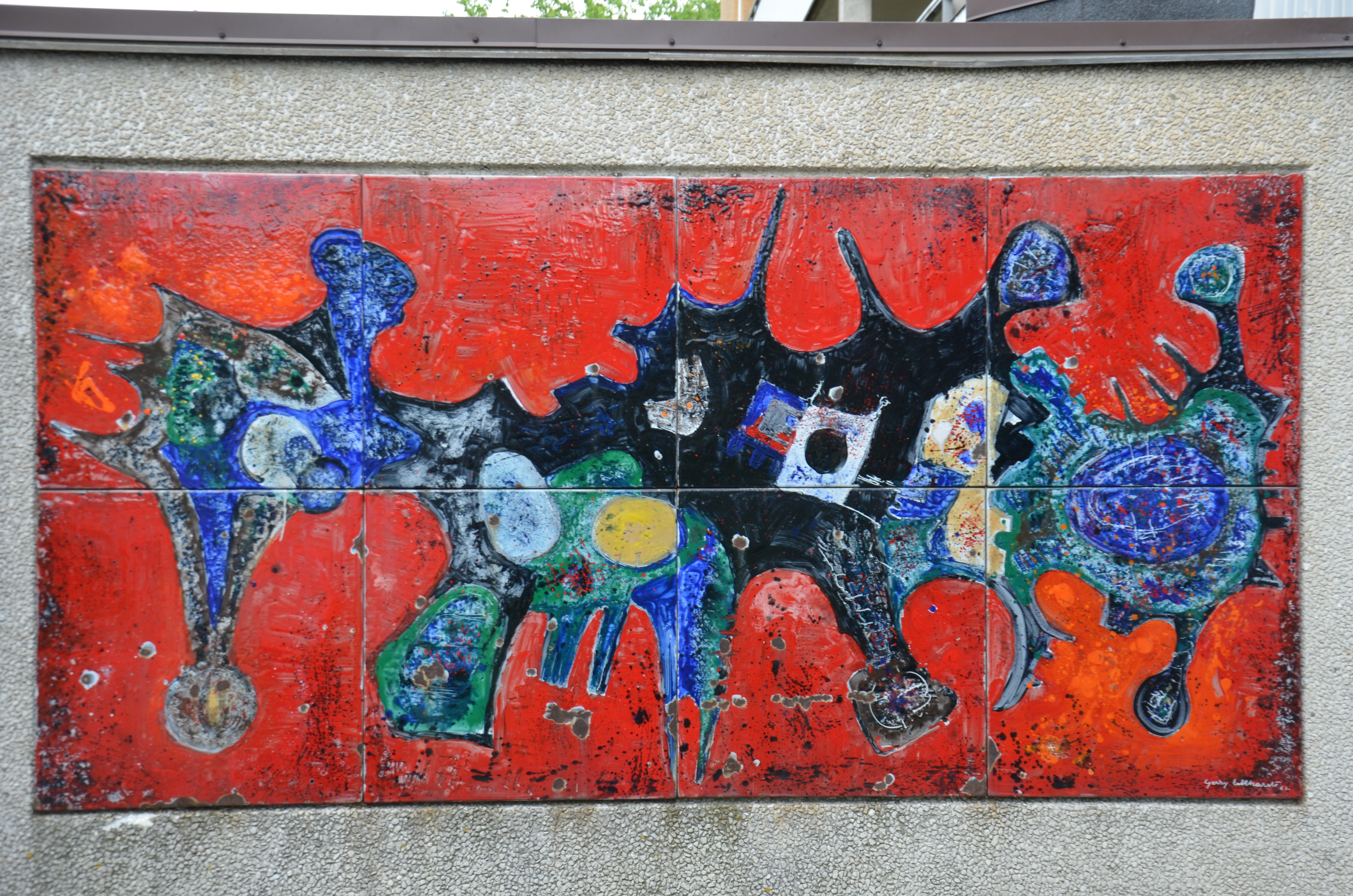
Vegetation på Fageredsgränd 8 i Östberga, södra Stockholm.

Gerhard (Gerry) Henrik Fredrik Eckhardt, född 24 augusti 1902 i Riga i Lettland, död 1984, var en svensk målare och grafiker.
Han var son till domprosten i Riga August Eckhardt och Antoine Heyer samt från 1944 gift med Ingeborg Emilie Leser.
Eckhardt arbetade först som jordbrukare och banktjänsteman innan han studerade konst för Edward Berggren vid Gottfrid Larssons målarskola i Stockholm 1931-1932 därefter studerade han för Hans Cornelius och tempera för Akke Kumlien samt under studieresor till bland annat Tyskland, Italien, Frankrike, Balkanländerna och Baltikum. Han ställde ut separat på Fahlcrantz konstsalong och Galerie Moderne i Stockholm samt medverkade i samlingsutställningar med Sveriges allmänna konstförening.
Hans konst består av folklivsskildringar och landskap ofta från Estland i olja eller träsnitt.
Eckhardt är representerad vid Moderna museet i Stockholm, Postmuseum i Stockholm, Östersunds museum, Kalmar läns museum, Göteborgs konstmuseum, 
Eskilstuna konstmuseum, Västerås konstmuseum. Gustav VI Adolfs samling, Åbo konstmuseum, Pinakoteket i München samt med en temperamålning i Livre d'Art i Bryssel. Han medverkade med emaljmålningar på tre hus i konst på Östbergahöjden 1967–1969.

## Bildgalleri

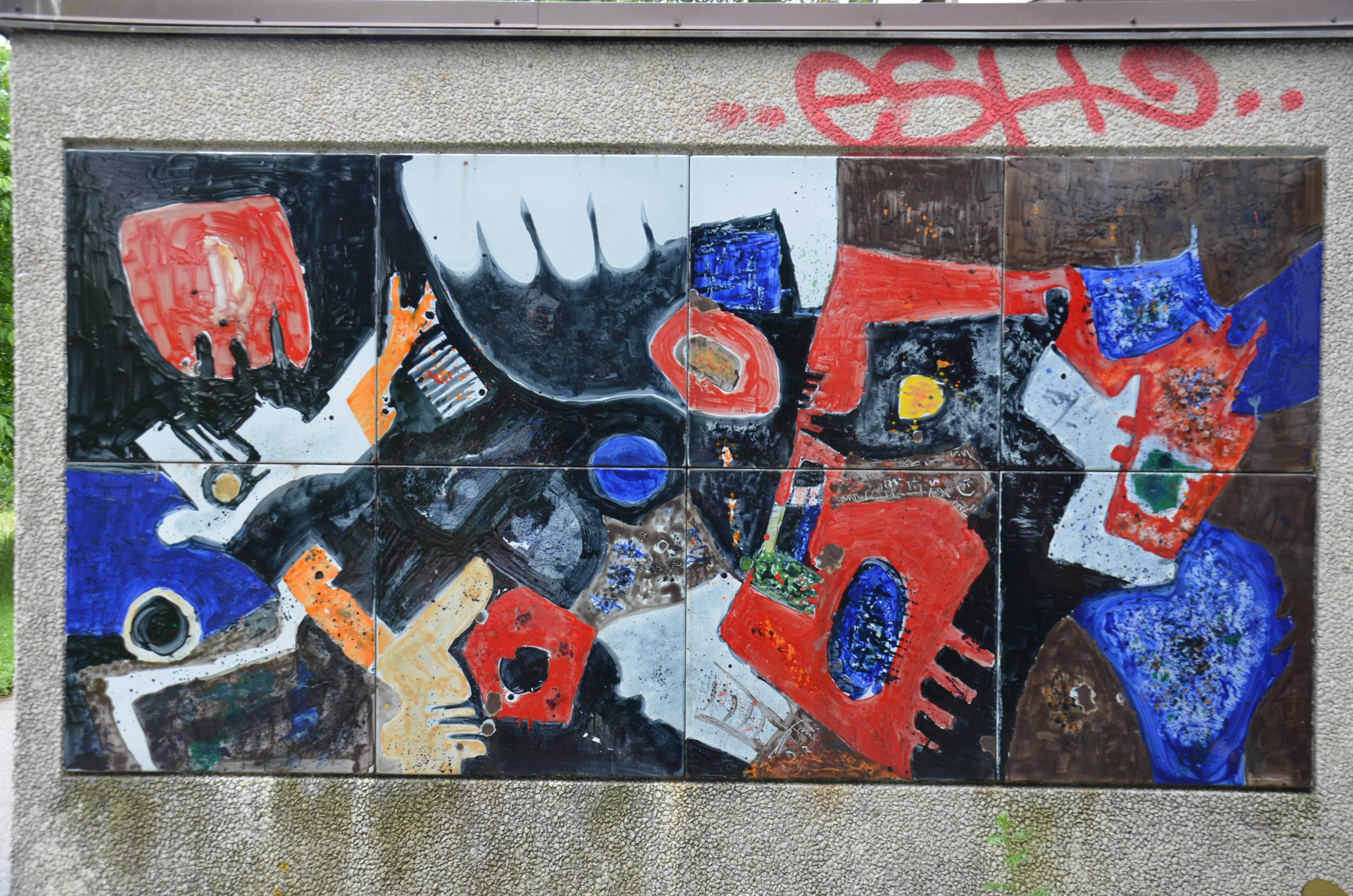
Vegetation på Fageredsgränd 28
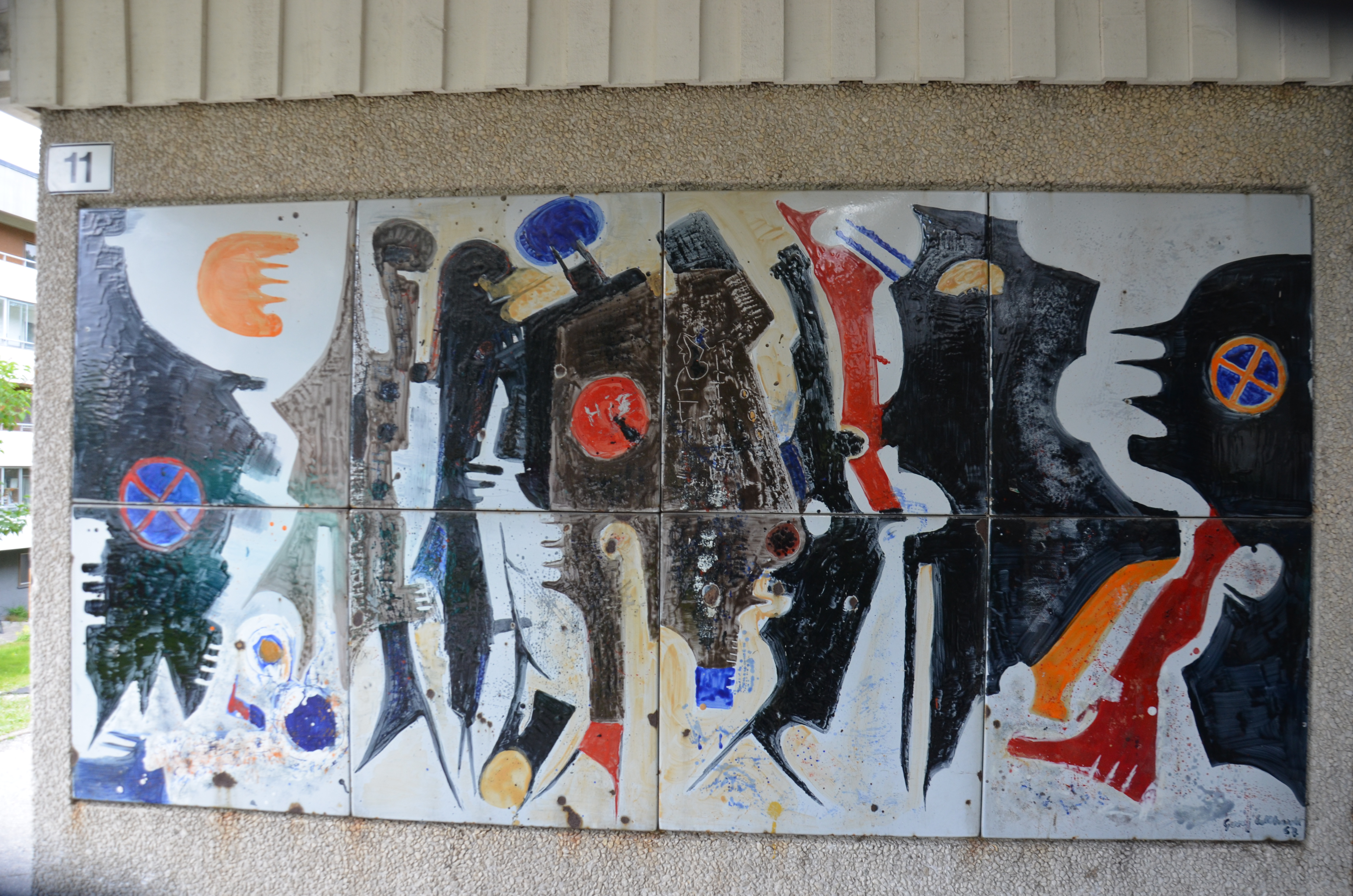
Vegetation på Fageredsgränd 11